# Ambalagere, Hiriyur
Ambalagere là một làng thuộc tehsil Hiriyur, huyện Chitradurga, bang Karnataka, Ấn Độ.